# Kulturpreis der Stadt Würzburg
Der Kulturpreis der Stadt Würzburg ist ein jährlich von der Stadt Würzburg verliehener undotierter Ehrenpreis. Ihn „kann eine durch Geburt, Leben oder Werk mit der Stadt Würzburg verbundene Persönlichkeit (bzw. eine Künstlergruppe/Ensemble o. ä.) erhalten, die durch ihr künstlerisches Schaffen herausragend gewirkt oder sich in besonderer Weise um das kulturelle Leben der Stadt verdient gemacht hat.“

## Preisträger
Die bisherigen Preisträger sind:
- 1965: Friedrich Schnack, Schriftsteller
- 1966: Emy Roeder, Bildhauerin/Malerin
- 1967: Eugen Jochum, Dirigent
- 1968: Fritz Koenig, Bildhauer
- 1970: Günter Jena, Organist/Musiker
- 1971: Josef Versl, Maler
- 1972: Hans Schädel, Architekt/Dombaumeister
- 1973: Luigi Malipiero, Schauspieler/Maler
- 1974: Otto Sonnleitner, Bildhauer
- 1975: Richard Rother, Grafiker/Bildhauer
- 1976: Heinrich Pleticha, Autor
- 1977: Wolfgang Lenz, Maler
- 1978: Rudolf Köckert, Musiker
- 1979: Max Hermann von Freeden, Museumsdirektor
- 1980: Werner Dettelbacher, Autor
- 1981: Yehuda Amichai, Dichter
- 1984: Willi Greiner, Maler/Grafiker
- 1985: Siegfried Fink, Percussionist
- 1986: Siegfried Koesler, Domkapellmeister
- 1987: Waltraud Meier, Sängerin
- 1988: Bertold Hummel, Komponist
- 1989: Reinhard Dachlauer, Bildhauer
- 1990: Lothar C. Forster (1933–1990), Bildhauer[4]
- 1991: Curd Lessig, Maler
- 1992: Dieter Stein, Maler
- 1994: Klaus Hinrich Stahmer, Musiker/Komponist
- 1996: Joachim Koch, Bildhauer
- 1998: Hans-Georg Noack, Autor
- 2000: Norbert Glanzberg, Komponist
- 2002: Frank Markus Barwasser, Kabarettist
- 2004: Christian Kabitz, Kirchenmusikdirektor
- 2006: Bernd Glemser, Pianist
- 2007: Herbert Mehler, Bildhauer
- 2009: Jürgen Lenssen, Bau- und Kunstreferent der Diözese Würzburg
- 2010: Diana Damrau, Kammersängerin
- 2012: Mathias Repiscus, Regisseur und Theaterleiter
- 2014: Angelika Summa, Bildhauerin
- 2015: Hans Ulrich Gumbrecht, Literatur- und Geisteswissenschaftler
- 2017: Klaus Ospald, Komponist
- 2018: Michael Wollny, Pianist
- 2020: Elvira Lantenhammer, Malerin
- 2021 Birgit Süß, Sängerin und Kabarettistin